# Pákozdi János
Pákozdi János névvariáns: Pákozdy (1928. február 23. – Miskolc, 1991. március 31.) Jászai Mari-díjas magyar színész, érdemes művész.

## Életpályája
Vasgyári dolgozók gyermeke, rokonsága javarésze is a diósgyőri üzemek dolgozója volt. Nyolc évet töltött a Nehézszerszámgépgyár és a Lenin Kohászati Művek öntevékeny munkás-színjátszó csoportjában. Amatőr színjátszóként elnyerte a legjobb férfi szereplő díját. Tehetségére a színház is felfigyelt és szerződtette, így 1957-től Miskolcon kezdte színészi pályáját, kezdetben csoportos szereplőként. 1966-tól két évadot a Békés Megyei Jókai Színházban töltött, majd ismét Miskolcon szerepelt. 1973 és 1977 között a Pécsi Nemzeti Színház művésze volt. 1978-tól a szolnoki Szigligeti Színház tagja volt. 1982-től játszott a Radnóti Színpadon. 1983-tól a Népszínház színésze volt. Szerepelt a Gyulai Várszínházban, a Kőszegi Várszínházban és fellépett a Hököm Színpadon is. 1980-ban Jászai Mari-díjat kapott, 1986-ban érdemes művész lett.

## Fontosabb színházi szerepei
- William Shakespeare: Rómeó és Júlia... Montague
- William Shakespeare: A windsori víg asszonyok... Rugby Jankó, Caius doktor inasa
- William Shakespeare: Othello... Cassio, Othello hadnagya; Első szenátor
- William Shakespeare: Vízkereszt, vagy amit akartok... Malvolio; Első poroszló
- Benjamin Jonson: Volpone... Leone kapitány, Corbaccio fia
- Pedro Calderón de la Barca: Huncut kísértet... Don Juan
- Lope de Vega: A kertész kutyája... Teodoro, Diana írnoka
- Carlo Goldoni: A fogadósné... Albafiorita, gróf
- Arisztophanész: Lysistraté... Bakkhos
- Bertolt Brecht: Arturo Ui... Orvos és cicerói zöldséges
- Bertolt Brecht: Koldusopera... Tigris Brown, London rendőrkapitánya
- Friedrich Schiller: Stuart Mária... Mortimer
- Friedrich Schiller: Ármány és szerelem... A kancellár komornyikja
- Miguel de Cervantes – Anatolij Vasziljevics Lunacsarszkij: Don Quijote... Herceg
- Federico García Lorca: Marianita... Don Pedro de Sotomayor
- Victor Hugo: A királyasszony lovagja... Del Basto marquis
- George Bernard Shaw: Warrenné mestersége... Praed
- George Bernard Shaw: Szent Johanna... Warwick grófja; Bertrand de Poulengey
- Jean Anouilh: Colombe... Du Bartas, színész
- Arthur Miller: Pillantás a hídról... Eddie Carbone
- Friedrich Dürrenmatt: Fizikusok... Ernst Heinrich Ernesti, más néven Einstein, páciens
- Arthur Miller: Pillantás a hídról... Második tisztviselő
- Ion Luca Caragiale: Zűrzavaros éjszaka... Chirlac, boltos segéd, Dumitrache bizalmasa, a polgárőrség őrmestere
- Jean-Paul Sartre: A tisztességtudó utcalány... John
- Victorien Sardou: A szókimondó asszonyság... Lefebre, őrmester, később danzigi herceg
- Sławomir Mrożek: Tangó... Eugéniusz
- Jaroslav Hašek: Švejk... szereplő
- Pierre Barillet – Jean-Pierre Grédy: A kaktusz virága... Julien, fogorvos
- Egon Erwin Kisch: Az ellopott város... Frieske, porosz őrmester osztrák hadifogságban
- Milan Kundera: Kulcsok... Házmester
- Friedrich Wolf: Cattarói matrózok... Egy tiszt
- Jókai Mór: A kőszívű ember fiai... Goldner Fritz
- Jókai Mór: A lőcsei fehér asszony... Belleville lovag
- Katona József: Bánk bán... Ottó, Gertrudis testvéröccse
- Madách Imre: Az ember tragédiája... Lucifer
- Mikszáth Kálmán: Különös házasság... Kázsmári, pandúr
- Molnár Ferenc: Liliom... Ficsúr; I. lovasrendőr
- Molnár Ferenc: Delila... Virág
- Szép Ernő: Lila ákác... Bizonyos, nagyságos úr
- Gábor Andor: Ciklámen... Kegyelmes úr
- Illyés Gyula: Dániel, az övéi között, avagy 'a mi erős várunk..'... Ezekiel
- Németh László: Villámfénynél... Bakos Béla, főjegyző
- Németh László: Nagy család... Bodor Ernő
- Darvas József: Hajnali tűz... Koleszár
- Darvas József: A térképen nem található... Sasadi
- Karinthy Ferenc: Budapesti tavasz... Sofőr
- Szakonyi Károly: Adáshiba... Emberfi
- Schwajda György: Kakukktojás... Háry
- Mészöly Miklós: Az ablakmosó... Ablakmosó
- Mészöly Miklós: Bunker... Őrmester
- Páskándi Géza: Isten csalétkei - II. Rákóczi Ferenc... Heister tábornagy
- Száraz György: A nagyszerű halál... Ittebei Kiss Ernő
- Mesterházi Lajos: A tizenegyedik parancsolat... Zoltán
- Sipkay Barna: A világ peremén... Olafsson
- Tóth Miklós: Jegygyűrű a mellényzsebben... Soltész
- Gáspár Margit: Az állam én vagyok... A herceg
- Abay Pál: Ne szóljatok bele!... Simai professzor
- Abay Pál: Luftballon – az ügyeletes zseni... Tarcsai Pipi, felfedező és csillagszóró
- Thury Zoltán: Katonák... Marjay Sándor földbirtokos
- Róna Tibor – Litványi Károly – Romhányi József: Nyugalom, a helyzet változatlan (kabaré)... szereplő
- Hárs László: Nem félünk a farkastól... Vadász
- Jékely Zoltán: Mátyás király juhásza... Ceremóniamester
- Szabó György: Játék az igazságért... A társulat tagja
- Kardos György: Krisztina kisasszony... Fernand, francia huszár
- Haán Endre – Szekeres Ilona: Mesefa virága... Márványszív Királyfi
- Papp István: Árgyilus királyfi... A világ kerülője
- Beleznay István: Aranyhegedű... Longiczki
- Horváth Dezső: Pávaszem kisasszony... Agyfúró, udvari tudós
- Grimm fivérek: Hamupipőke... Hírnök
- Kaszó Elek – Tóth Miklós – Hajdu Júlia: Füredi komédiások... Jurátus
- Szirmai Albert – Bakonyi Károly - Gábor Andor: Mágnás Miska... Korláthy gróf
- Lehár Ferenc: A víg özvegy... Bogdanovics, konzul
- Lehár Ferenc: Luxemburg grófja... Lanchester
- Ábrahám Pál: Bál a Savoyban... Archibald, komornyik
- Fényes Szabolcs: Maya... Bambo
- Fényes Szabolcs – Békeffi István: Rigó Jancsi... Chimay herceg, Clara férje
- Jacobi Viktor: Sybill... Szárnysegéd
- Jacobi Viktor: Leányvásár... Simpson, börtönőr
- Kálmán Imre: Csárdáskirálynő... Kerekes Ferkó
- Kálmán Imre: A cirkuszhercegnő... Pecsevics kapitány
- Kálmán Imre: A bajadér... A herceg vadásza
- Johann Strauss: Cigánybáró... Hírnök
- Leo Fall: Pompadour... A király
- Alekszej Nyikolajevics Arbuzov: Egy szerelem története... Első fiú
- Alekszej Nyikolajevics Arbuzov: A tizenkettedik óra... Szvigyerszkij, Dor társa
- Vszevolod Vitaljevics Visnyevszkij: Optimista tragédia... Magas tengerész
- Konsztantyin Andrejevics Trenyov: A Néva partján... Rendőrspicli
- Viktor Rozov: A bohóc... Szergej Szorokin
- Leonyid Zorin: A nagy karrier... Maxim Mimózin, professzor
- Georges Feydeau: Bolha a fülbe... Tournel
- Brandon Thomas – Aldobolyi Nagy György – Szenes Iván: Charley nénje... Albert, pedellus
- Jaroslaw Abramow-Newerly: Derby a kastélyban... Gróf
- Karl Wittlinger: Ismeri a Tejutat?... Az orvos
- Marcel Achard: A bolond lány... Camille Sévigné, vizsgálóbíró
- Ugo Betti: Bűntény a kecskeszigeten... Angelo
- Vladlen Dozorcev: Az utolsó ügyfél... Kazmin Andrej Andrejevics miniszterhelyettes
- Alekszandr Stejn: Holtomiglan-holtodiglan... Csurszin, hajóskapitány
- Aurel Baranga] Barátom a miniszter... Pascalide, szerkesztő

## Filmes és televíziós szerepek
- Virágvasárnap (1969)
- Holt vidék (1971) – Varga Pista
- Katonák (1977)
- A nagy ékszerész (1978)[1]
- Az erőd (1979) – Rova
- Fogjuk meg és vigyétek! (1979)
- Ki beszél itt szerelemről? (1980) – Szónok az Operában
- A transzport (1981)
- Anna (1981) – István apja
- Gyilkosság a 31. emeleten (1981) – Volt újságíró
- Egy fiú bőrönddel (1985)
- Gyalogbéka  (1985-televíziós sorozat) – Lajos

- Táborvezető kerestetik
- Gyémántpiramis (1985) – Adam
- Míg új a szerelem (1985) – Dr. Talpas
- Szindbád nyolcadik utazása (1985-televíziós sorozat)[2] – Manszur
- Napló szerelmeimnek (1987)
- Csere Rudi (1988)

## Szinkronszerepei

### Filmek
| Év   | Cím                                                                              | Szereplő          | Színész             | Szinkron év |
| ---- | -------------------------------------------------------------------------------- | ----------------- | ------------------- | ----------- |
| 1962 | Agglegények klubja                                                               | ?                 | ?                   | 1964        |
| 1962 | Te nem vagy árva (2. magyar szinkron)                                            | Mahkam-ota        | Obid Jalilov        | 1980        |
| 1967 | Mindenkinek a magáét                                                             | N/A               | N/A                 | 1989        |
| 1970 | Waterloo                                                                         | N/A               | N/A                 | 1980        |
| 1971 | Vásárra viszem a bőröd (1. magyar szinkron)                                      | N/A               | N/A                 | 1985        |
| 1976 | Mario és a varázsló                                                              | Keménykalapos úr  | Ľubo Gregor         | 1979        |
| 1978 | A bagdadi tolvaj                                                                 | N/A               | N/A                 | 1987        |
| 1979 | Meghökkentő mesék – I/2. rész: Bunda (1. magyar szinkron)                        | Az ezredes        | Richard Greene      | 1981        |
| 1980 | A kék lagúna (1. magyar szinkron)                                                | Paddy Button      | Leo McKern          | 1987        |
| 1981 | A látnok                                                                         | Elnök             | Karel Houska        | 1986        |
| 1981 | Elakadás (1. magyar szinkron)                                                    | Tanár             | Zdeněk Svěrák       | 1987        |
| 1984 | Az utolsó csillagharcos                                                          | Otis              | Vernon Washington   | 1988        |
| 1985 | A pókasszony csókja                                                              | N/A               | N/A                 | 1987        |
| 1985 | Bagratyion                                                                       | Szuvorov          | Jurij Katyin-Jarcev | 1989        |
| 1985 | Marie                                                                            | Charles Traughber | Morgan Freeman      | 1988        |
| 1985 | Tisztességes karrier                                                             | N/A               | N/A                 | 1989        |
| 1985 | Tuti dolog                                                                       | N/A               | N/A                 | 1988        |
| 1989 | Indiana Jones 3.: Indiana Jones és az utolsó kereszteslovag (1. magyar szinkron) | Szultán           | Alexei Sayle        | 1989        |

### Sorozatok
| Év   | Cím                       | Szereplő         | Színész          | Szinkron év |
| ---- | ------------------------- | ---------------- | ---------------- | ----------- |
| 1980 | Rougonék szerencséje 1-5. | Antoine Macquart | Philippe Lemaire | 1983        |
| 1981 | Cervantes élete 1-9.      | N/A              | N/A              | 1985        |

### Rajzfilmsorozatok
| Év   | Cím                                              | Szereplő                                                | Szinkronhang | Szinkron év |
| ---- | ------------------------------------------------ | ------------------------------------------------------- | ------------ | ----------- |
| 1980 | Nils Holgersson csodálatos utazása a vadludakkal | Parasztgazda lova                                       | N/A          | 1987        |
| 1983 | 80 nap alatt a Föld körül Willy Foggal           | Andrew Speedy kapitány, a Henrietta gőzhajó tulajdonosa | N/A          | 1986        |